# Список эпизодов телесериала «Удивительные странствия Геракла»
«Удивительные странствия Геракла» (англ. Hercules: The Legendary Journeys, США — Новая Зеландия, 1995 — 2001) — телесериал в жанре фэнтези, совместное производство кинокомпаний Renaissance Pictures и Universal Pictures. Состоит из 111 серий, сгруппированных в шесть сезонов.
Сериалу предшествовали пять телефильмов: «Геракл и амазонки», «Геракл и затерянное королевство», «Геракл и огненный круг», «Геракл в подземном царстве» и «Геракл в пещере Минотавра».

## Обзор сезонов
| Сезон      | Серии | Серии | Даты показа      | Даты показа     |
| Сезон      | Серии | Серии | Первая серия     | Последняя серия |
| ---------- | ----- | ----- | ---------------- | --------------- |
| Телефильмы | 5     | 5     | 25 апреля 1994   | 14 ноября 1994  |
| 1          | 13    | 13    | 16 января 1995   | 8 мая 1995      |
| 2          | 24    | 24    | 4 сентября 1995  | 24 июня 1996    |
| 3          | 22    | 22    | 30 сентября 1996 | 12 мая 1997     |
| 4          | 22    | 22    | 29 сентября 1997 | 11 мая 1998     |
| 5          | 22    | 22    | 28 сентября 1998 | 17 мая 1999     |
| 6          | 8     | 8     | 27 сентября 1999 | 22 ноября 1999  |

## Эпизоды

### Телефильмы (1994)
| Название                                                         | Режиссёр       | Автор сценария                               | Дата премьеры   |
| ---------------------------------------------------------------- | -------------- | -------------------------------------------- | --------------- |
| Hercules and the Amazon Women «Геракл и амазонки»                | Билл Л. Нортон | Эндрю Деттманн, Жюль Селбо и Дэниэл Трули    | 25 апреля 1994  |
| Hercules and the Lost Kingdom «Геракл и затерянное королевство»  | Харли Коклисс  | Кристиан Уильямс                             | 2 мая 1994      |
| Hercules and the Circle of Fire «Геракл и огненный круг»         | Даг Лефлер     | Эндрю Деттманн, Бэрри Пуллман и Дэниэл Трули | 31 октября 1994 |
| Hercules in the Underworld «Геракл в подземном царстве»          | Билл Л. Нортон | Эндрю Деттманн и Дэниэл Трули                | 7 ноября 1994   |
| Hercules in the Maze of the Minotaur «Геракл в пещере Минотавра» | Джош Бекер     | Эндрю Деттманн и Дэниэл Трули                | 14 ноября 1994  |

### Сезон 1 (1995)
| № общий | № в сезоне | Название                                                 | Режиссёр        | Автор сценария                | Дата премьеры   | Произв. код |
| ------- | ---------- | -------------------------------------------------------- | --------------- | ----------------------------- | --------------- | ----------- |
| 1       | 1          | «The Wrong Path» «Неверный путь»                         | Даг Лефлер      | Джон Скалиан                  | 16 января 1995  | 76601       |
| 2       | 2          | «Eye of the Beholder» «Зеркало души»                     | Джон Т. Кречмер | Джон Скалиан                  | 23 января 1995  | 76605       |
| 3       | 3          | «The Road to Calydon» «Дорога на Каледон»                | Даг Лефлер      | Эндрю Деттманн и Дэниэл Трули | 30 января 1995  | 76602       |
| 4       | 4          | «The Festival of Dionysus» «Праздник Диониса»            | Питер Эллис     | Эндрю Деттманн и Дэниэл Трули | 6 февраля 1995  | 76609       |
| 5       | 5          | «Ares» «Арес»                                            | Харли Коклисс   | Стив Робертс                  | 13 февраля 1995 | 76603       |
| 6       | 6          | «As Darkness Falls» «Сумерки»                            | Джордж Менделюк | Роберт Биелак                 | 20 февраля 1995 | 76607       |
| 7       | 7          | «Pride Comes Before a Brawl» «Гордыня причина всех ссор» | Питер Эллис     | Стив Робертс                  | 27 февраля 1995 | 76604       |
| 8       | 8          | «The March to Freedom» «Путь к свободе»                  | Харли Коклисс   | Адам Армус и Кэй Фостер       | 6 марта 1995    | 76606       |
| 9       | 9          | «The Warrior Princess» «Королева воинов»                 | Брюс Сет Грин   | Джон Скалиан                  | 13 марта 1995   | 76608       |
| 10      | 10         | «Gladiator» «Гладиатор»                                  | Гарт Максвелл   | Роберт Биелак                 | 20 марта 1995   | 76611       |
| 11      | 11         | «The Vanishing Dead» «Исчезающие мертвецы»               | Брюс Кэмпбелл   | Эндрю Деттманн и Дэниэл Трули | 24 апреля 1995  | 76610       |
| 12      | 12         | «The Gauntlet» «Поединок»                                | Джек Перез      | Питер Биелак                  | 1 мая 1995      | 76612       |
| 13      | 13         | «Unchained Heart» «Высвобожденное сердце»                | Брюс Сет Грин   | Джон Скалиан                  | 8 мая 1995      | 76613       |

### Сезон 2 (1995-96)
| № общий | № в сезоне | Название                                                     | Режиссёр          | Автор сценария                                                                                  | Дата премьеры    | Произв. код |
| ------- | ---------- | ------------------------------------------------------------ | ----------------- | ----------------------------------------------------------------------------------------------- | ---------------- | ----------- |
| 14      | 1          | «The King of Thieves» «Король воров»                         | Даг Лефлер        | Даг Лефлер                                                                                      | 4 сентября 1995  | 876807      |
| 15      | 2          | «All That Glitters» «Всё что блестит»                        | Гарт Максвелл     | Крэйг Волк                                                                                      | 11 сентября 1995 | 876805      |
| 16      | 3          | «What’s in a Name?» «Разве дело в имени?»                    | Брюс Кэмпбелл     | Майкл Маркс                                                                                     | 18 сентября 1995 | 876803      |
| 17      | 4          | «Siege at Naxos» «Осаждённые на Наксосе»                     | Стивен Л. Пози    | Дэррел Фетти                                                                                    | 25 сентября 1995 | 876810      |
| 18      | 5          | «Outcast» «Изгнанник»                                        | Брюс Сет Грин     | Роберт Биелак                                                                                   | 2 октября 1995   | 876801      |
| 19      | 6          | «Under the Broken Sky» «Расколотое небо»                     | Джеймс А. Контнер | Джон Скалиан                                                                                    | 9 октября 1995   | 876811      |
| 20      | 7          | «The Mother of All Monsters» «Прародительница всех чудовищ»  | Брюс Сет Грин     | Джон Скалиан                                                                                    | 16 октября 1995  | 876806      |
| 21      | 8          | «The Other Side» «Подземное царство»                         | Джордж Менделюк   | Роберт Биелак                                                                                   | 30 октября 1995  | 876802      |
| 22      | 9          | «The Fire Down Below» «Битва с огнём»                        | Тимоти Бонд       | Сюжет : Джон Скалиан Телесценарий : Скотт Смит Миллер                                           | 6 ноября 1995    | 876804      |
| 23      | 10         | «Cast a Giant Shadow» «В тени великана»                      | Джон Т. Кречмер   | Джон Скалиан                                                                                    | 13 ноября 1995   | 876814      |
| 24      | 11         | «Highway to Hades» «Дорога в царство Аида»                   | Т.Дж. Скотт       | Роберт Биелак                                                                                   | 20 ноября 1995   | 876813      |
| 25      | 12         | «The Sword of Veracity» «Меч правдивости»                    | Стивен Баумм      | Гарт Максвелл                                                                                   | 8 января 1996    | 876817      |
| 26      | 13         | «The Enforcer» «Палач»                                       | Т.Дж. Скотт       | Нельсон Костильо                                                                                | 15 января 1996   | 876815      |
| 27      | 14         | «Once a Hero» «Герой минувших дней»                          | Роберт Таперт     | Сюжет : Роберт Таперт, Роберт Биелак и Джон Скалиан Телесценарий : Джон Скалиан и Роберт Биелак | 29 января 1996   | 876818      |
| 28      | 15         | «Heedless Hearts» «Беспечные сердца»                         | Питер Эллис       | Роберт Биелак                                                                                   | 5 февраля 1996   | 876819      |
| 29      | 16         | «Let the Games Begin» «Игры начинаются»                      | Гас Триконис      | Джон Скалиан                                                                                    | 12 февраля 1996  | 876808      |
| 30      | 17         | «The Apple» «Яблоко»                                         | Кевин Сорбо       | Стивен Баумм                                                                                    | 19 февраля 1996  | 876824      |
| 31      | 18         | «Promises» «Обещания»                                        | Стюарт Майн       | Майкл Маркс                                                                                     | 4 марта 1996     | 876809      |
| 32      | 19         | «King for a Day» «Халиф на час»                              | Энсон Уильямс     | Патриция Мэнней                                                                                 | 18 марта 1996    | 876816      |
| 33      | 20         | «Protean Challenge» «Вызов Протея»                           | Олей Сэссон       | Брайан Хершковитц                                                                               | 22 апреля 1996   | 876825      |
| 34      | 21         | «The Wedding of Alcmene» «Свадьба Алкмены»                   | Тимоти Бонд       | Джон Скалиан                                                                                    | 29 апреля 1996   | 876822      |
| 35      | 22         | «The Power» «Власть»                                         | Чарли Хэскелл     | Нельсон Костильо                                                                                | 6 мая 1996       | 876823      |
| 36      | 23         | «Centaur Mentor Journey» «Путешествие к наставнику кентавру» | Стивен Л. Пози    | Роберт Биелак                                                                                   | 13 мая 1996      | 876821      |
| 37      | 24         | «The Cave of Echoes» «Пещера, где живёт эхо»                 | Гас Триконис      | Джон Скалиан и Роберт Биелак                                                                    | 24 июня 1996     | 876820      |

### Сезон 3 (1996-97)
| № общий | № в сезоне | Название                                                               | Режиссёр          | Автор сценария                                                       | Дата премьеры    | Произв. код |
| ------- | ---------- | ---------------------------------------------------------------------- | ----------------- | -------------------------------------------------------------------- | ---------------- | ----------- |
| 38      | 1          | «Mercenary» «Наёмник»                                                  | Майкл Хёрст       | Роберт Биелак                                                        | 30 сентября 1996 | 76827       |
| 39      | 2          | «Doomsday» «Судный день»                                               | Майкл Ланж        | Брайан Хершковитц                                                    | 7 октября 1996   | 76830       |
| 40      | 3          | «Love Takes a Holiday» «У любви каникулы»                              | Чарли Хэскелл     | Норин Тобин и Джин О’Нилл                                            | 14 октября 1996  | V0113       |
| 41      | 4          | «Mummy Dearest» «Мумия»                                                | Энсон Уильямс     | Мелисса Розенберг                                                    | 21 октября 1996  | 76833       |
| 42      | 5          | «Not Fade Away» «Не умирай»                                            | Т.Дж. Скотт       | Джон Скалиан                                                         | 28 октября 1996  | 76831       |
| 43      | 6          | «Monster Child in the Promised Land» «Возвращение маленького чудовища» | Джон Т. Кречмер   | Джон Скалиан                                                         | 4 ноября 1996    | 76826       |
| 44      | 7          | «The Green-Eyed Monster» «Зеленоглазое чудовище»                       | Чарльз Брэверман  | Стивен Баумм                                                         | 11 ноября 1996   | 76828       |
| 45      | 8          | «Prince Hercules» «Принц Геракл»                                       | Чарльз Сиберт     | Сюжет : Брэд Карпентер Телесценарий : Роберт Биелак                  | 18 ноября 1996   | 76834       |
| 46      | 9          | «A Star to Guide Them» «Путеводная звезда»                             | Майкл Ливайн      | Сюжет : Джон Скалиан Телесценарий : Брайан Хершковитц и Джон Скалиан | 9 декабря 1996   | 76835       |
| 47      | 10         | «The Lady and the Dragon» «Красавица и дракон»                         | Олей Сэссон       | Майкл Берлин и Эрик Эстрин                                           | 13 января 1997   | 76832       |
| 48      | 11         | «Long Live the King» «Да здравствует царь!»                            | Тимоти Бонд       | Сюжет : Патриция Мэнней Телесценарий : Сонни Гордон                  | 20 января 1997   | V0114       |
| 49      | 12         | «Surprise» «Сюрприз»                                                   | Олей Сэссон       | Алекс Куртцман                                                       | 27 января 1997   | V0117       |
| 50      | 13         | «Encounter» «Разрушительница»                                          | Чарли Хэскелл     | Джерри Патрик Браун                                                  | 3 февраля 1997   | V0119       |
| 51      | 14         | «When a Man Loves a Woman» «Когда мужчина любит женщину»               | Чарли Хэскелл     | Норин Тобин и Джин О’Нилл                                            | 10 февраля 1997  | V0116       |
| 52      | 15         | «Judgment Day» «Судный день»                                           | Гас Триконис      | Роберт Биелак                                                        | 17 февраля 1997  | V0120       |
| 53      | 16         | «The Lost City» «Затерянный город»                                     | Чарли Хэскелл     | Сюжет : Роберт Биелак и Лиз Фридман Телесценарий : Роберт Биелак     | 24 февраля 1997  | V0109       |
| 54      | 17         | «Les Contemptibles» «Отверженные»                                      | Чарли Хэскелл     | Брайан Хершковитц                                                    | 7 апреля 1997    | V0123       |
| 55      | 18         | «Reign of Terror» «Власть террора»                                     | Родни Чартерс     | Джон Кирк                                                            | 14 апреля 1997   | V0112       |
| 56      | 19         | «The End of the Beginning» «Конец начала»                              | Джеймс Уитмор мл. | Пол Роберт Койл                                                      | 21 апреля 1997   | V0124       |
| 57      | 20         | «War Bride» «Война из-за невесты»                                      | Кевин Сорбо       | Адам Армус и Кэй Фостер                                              | 28 апреля 1997   | V0126       |
| 58      | 21         | «A Rock and a Hard Place» «Тяжёлое испытание»                          | Роберт Требор     | Алекс Куртцман и Роберто Орси                                        | 5 мая 1997       | V0128       |
| 59      | 22         | «Atlantis» «Атлантида»                                                 | Гас Триконис      | Роберто Орси и Алекс Куртцман                                        | 12 мая 1997      | V0121       |

### Сезон 4 (1997-98)
| № общий | № в сезоне | Название                                                                | Режиссёр         | Автор сценария                                                                    | Дата премьеры    | Произв. код |
| ------- | ---------- | ----------------------------------------------------------------------- | ---------------- | --------------------------------------------------------------------------------- | ---------------- | ----------- |
| 60      | 1          | «Beanstalks and Bad Eggs» «Бобовый стебель и непослушные яйца»          | Джон Т. Кречмер  | Мелисса Розенберг                                                                 | 29 сентября 1997 | V0129       |
| 61      | 2          | «Hero’s Heart» «Сердце героя»                                           | Филип Сгриккиа   | Джерри Патрик Браун                                                               | 6 октября 1997   | V0313       |
| 62      | 3          | «Regrets… I’ve Had a Few» «Мне есть о чём жалеть»                       | Гас Триконис     | Пол Роберт Койл                                                                   | 13 октября 1997  | V0309       |
| 63      | 4          | «Web of Desire» «Сети страсти»                                          | Майкл Ланж       | Роберто Орси и Алекс Куртцман                                                     | 20 октября 1997  | V0133       |
| 64      | 5          | «Stranger in a Strange World» «Чужак в чужом краю»                      | Майкл Ливайн     | Пол Роберт Койл                                                                   | 27 октября 1997  | V0130       |
| 65      | 6          | «Two Men and a Baby» «Двое мужчин и ребёнок»                            | Кристофер Грейвз | Сюжет : Кевин Сорбо Телесценарий : Джон Хадок                                     | 3 ноября 1997    | V0122       |
| 66      | 7          | «Prodigal Sister» «Блудная сестра»                                      | Гари Джонс       | Роберт Биелак                                                                     | 10 ноября 1997   | V0125       |
| 67      | 8          | «…and Fancy Free» «Двигайся свободно»                                   | Майкл Хёрст      | Алекс Куртцман и Роберто Орси                                                     | 17 ноября 1997   | V0132       |
| 68      | 9          | «If I Had a Hammer» «Если бы у меня был молот…»                         | Стивен Поливка   | Пол Роберт Койл                                                                   | 12 января 1998   | V0127       |
| 69      | 10         | «Hercules on Trial» «Суд над Гераклом»                                  | Джон Лэйн        | Роберт Биелак                                                                     | 19 января 1998   | V0134       |
| 70      | 11         | «Medea Culpa» «Вина Медеи»                                              | Чарльз Сиберт    | Сюжет : Роберт Биелак Телесценарий : Роберт Биелак, Алекс Куртцман и Роберто Орси | 26 января 1998   | V0315       |
| 71      | 12         | «Men in Pink» «Мужчины в розовом»                                       | Алан Дж. Леви    | Алекс Куртцман и Роберто Орси                                                     | 2 февраля 1998   | V0317       |
| 72      | 13         | «Armageddon Now: Part 1» «Армагеддон, часть 1»                          | Марк Бисли       | Пол Роберт Койл                                                                   | 9 февраля 1998   | V0319       |
| 73      | 14         | «Armageddon Now: Part 2» «Армагеддон, часть 2»                          | Марк Бисли       | Сюжет : Пол Роберт Койл Телесценарий : Джин О’Нилл и Норин Тобин                  | 16 февраля 1998  | V0320       |
| 74      | 15         | «Yes, Virginia, There Is a Hercules» «Да, Вирджиния, Геракл существует» | Кристофер Грейвз | Алекс Куртцман и Роберто Орси                                                     | 23 февраля 1998  | V0318       |
| 75      | 16         | «Porkules» «Свинакл»                                                    | Кристофер Грейвз | Алекс Куртцман и Роберто Орси                                                     | 16 марта 1998    | V0322       |
| 76      | 17         | «One Fowl Day» «Птичий день»                                            | Майкл Хёрст      | Адам Армус и Кэй Фостер                                                           | 23 марта 1998    | V0314       |
| 77      | 18         | «My Fair Cupcake» «Моя прекрасная Милашка»                              | Рик Джейкобсон   | Джин О’Нилл и Норин Тобин                                                         | 13 апреля 1998   | V0324       |
| 78      | 19         | «War Wounds» «Боевые шрамы»                                             | Джон Махаффи     | Пол Роберт Койл                                                                   | 20 апреля 1998   | V0324       |
| 79      | 20         | «Twilight» «Первая война»                                               | Филип Сгриккиа   | Джин О’Нилл, Норин Тобин, Алекс Куртцман и Роберто Орси                           | 27 апреля 1998   | TBA         |
| 80      | 21         | «Top God» «Верховный бог»                                               | Чарльз Сиберт    | Сюжет : Пол Роберт Койл Телесценарий : Джерри Патрик Браун                        | 4 мая 1998       | V0325       |
| 81      | 22         | «Reunions» «Воссоединение»                                              | Чарльз Сиберт    | Алекс Куртцман, Роберто Орси и Джерри Патрик Браун                                | 11 мая 1998      | V0326       |

### Сезон 5 (1998-99)
| № общий | № в сезоне | Название                                                                          | Режиссёр        | Автор сценария                                                     | Дата премьеры    | Произв. код |
| ------- | ---------- | --------------------------------------------------------------------------------- | --------------- | ------------------------------------------------------------------ | ---------------- | ----------- |
| 82      | 1          | «Faith» «Вера»                                                                    | Майкл Хёрст     | Алекс Куртцман и Роберто Орси                                      | 28 сентября 1998 | V0311       |
| 83      | 2          | «Descent» «В подземном мире»                                                      | Ричард Комптон  | Лиза Клинк                                                         | 5 октября 1998   | V0328       |
| 84      | 3          | «Resurrection» «Воскрешение»                                                      | Филип Сгриккиа  | Алекс Куртцман и Роберто Орси                                      | 12 октября 1998  | V0329       |
| 85      | 4          | «Genies and Grecians and Geeks, Oh My» «Джины, греки и всякая всячина»            | Джон Камерон    | Пол Роберт Койл                                                    | 19 октября 1998  | V0332       |
| 86      | 5          | «Render Unto Caesar» «Дань Цезарю»                                                | Джон Лэйн       | Джин О’Нилл и Норин Тобин                                          | 26 октября 1998  | V0330       |
| 87      | 6          | «Norse by Norsevest» «Всё дальше на север»                                        | Джон Лэйн       | Сюжет : Пол Роберт Койл Телесценарий : Джерри Конвей               | 2 ноября 1998    | V0333       |
| 88      | 7          | «Somewhere Over the Rainbow Bridge» «Где-то там за радужным мостом»               | Майкл Хёрст     | Джерри Конвей                                                      | 9 ноября 1998    | V0710       |
| 89      | 8          | «Darkness Rising» «Тьма наступает»                                                | Крис Лонг       | Лиза Клинк                                                         | 16 ноября 1998   | V0331       |
| 90      | 9          | «For Those of You Just Joining Us» «Для тех, кто только начинает смотреть сериал» | Брюс Кэмпбелл   | Алекс Куртцман и Роберто Орси                                      | 4 января 1999    | V0334       |
| 91      | 10         | «Let There Be Light» «Да будет свет»                                              | Роберт Рэдлер   | Джин О’Нилл и Норин Тобин                                          | 11 января 1999   | V0713       |
| 92      | 11         | «Redemption» «Искупление»                                                         | Брюс Кэмпбелл   | Лиза Клинк                                                         | 18 января 1999   | V0714       |
| 93      | 12         | «Sky High» «У самого неба»                                                        | Джон Лэйн       | Пол Роберт Койл                                                    | 25 января 1999   | V0718       |
| 94      | 13         | «Stranger and Stranger» «Два незнакомца»                                          | Брюс Кэмпбелл   | Сюжет : Пол Роберт Койл Телесценарий : Джерри Конвей               | 1 февраля 1999   | V0716       |
| 95      | 14         | «Just Passing Through» «Это нужно пережить»                                       | Чарльз Сиберт   | Джин О’Нилл и Норин Тобин                                          | 8 февраля 1999   | V0327       |
| 96      | 15         | «Greece Is Burning» «Греция в огне»                                               | Майкл Хёрст     | Эндрю Лэндис и Джулия Свифт                                        | 15 февраля 1999  | V0715       |
| 97      | 16         | «We’ll Always Have Cyprus» «Воспоминания о Кипре»                                 | Гарт Максвелл   | Сюжет : Стефани Майер Телесценарий : Алекс Куртцман и Роберто Орси | 22 февраля 1999  | V0721       |
| 98      | 17         | «The Academy» «Академия»                                                          | Чарли Хэскелл   | Пол Роберт Койл                                                    | 15 марта 1999    | TBA         |
| 99      | 18         | «Love on the Rocks» «Разбитая любовь»                                             | Рик Джейкобсон  | Кевин Мэйнард                                                      | 19 апреля 1999   | V0720       |
| 100     | 19         | «Once Upon a Future King» «Жил-был будущий король»                                | Марк Бисли      | Джин О’Нилл и Норин Тобин                                          | 26 апреля 1999   | V0722       |
| 101     | 20         | «Fade Out» «Исчезновение»                                                         | Чарльз Сиберт   | Джерри Конвей                                                      | 3 мая 1999       | V0723       |
| 102     | 21         | «My Best Girl’s Wedding» «Свадьба моей любимой»                                   | Эндрю Меррифилд | Джерри Конвей                                                      | 10 мая 1999      | V0727       |
| 103     | 22         | «Revelations» «Откровение»                                                        | Брюс Кэмпбелл   | Том О’Нилл и Джордж Стрейтон                                       | 17 мая 1999      | V0726       |

### Сезон 6 (1999)
| № общий | № в сезоне | Название                                              | Режиссёр       | Автор сценария                | Дата премьеры    | Произв. код |
| ------- | ---------- | ----------------------------------------------------- | -------------- | ----------------------------- | ---------------- | ----------- |
| 104     | 1          | «Be Deviled» «Одержимый дьяволом»                     | Марк Бисли     | Пол Роберт Койл               | 27 сентября 1999 | V1102       |
| 105     | 2          | «Love, Amazon Style» «Любовь и амазонки»              | Дэвид Гроссман | Адам Армус и Кэй Фостер       | 4 октября 1999   | V1106       |
| 106     | 3          | «Rebel with a Cause» «Борцы за справедливость»        | Гарт Максвелл  | Лиза Клинк                    | 11 октября 1999  | V1104       |
| 107     | 4          | «Darkness Visible» «Наступление темноты»              | Филип Сгриккиа | Филлис Стронг                 | 18 октября 1999  | V1101       |
| 108     | 5          | «Hercules, Tramps & Thieves» «Геракл, бродяги и воры» | Чарльз Сиберт  | Лиз Фридман и Ванесса Плэйс   | 1 ноября 1999    | V1105       |
| 109     | 6          | «City of the Dead» «Город мёртвых»                    | Крис Лонг      | Том О’Нилл и Джордж Стрейтон  | 8 ноября 1999    | V1108       |
| 110     | 7          | «A Wicked Good Time» «Дьявольское веселье»            | Адам Нимой     | Лиз Фридман и Ванесса Плэйс   | 15 ноября 1999   | V1107       |
| 111     | 8          | «Full Circle» «Круг замкнулся»                        | Брюс Кэмпбелл  | Алекс Куртцман и Роберто Орси | 22 ноября 1999   | V1103       |